# Walter E. Schargel
Walter Ernesto Schargel (* 21. Februar 1975 in Raleigh, North Carolina) ist ein US-amerikanischer Herpetologe und Hochschullehrer. Sein Interesse gilt der Systematik und Taxonomie sowie dem Artenschutz neotropischer Reptilien und Amphibien.  

## Leben
Schargels Familie zog nach Venezuela als er zwei Jahre alt war. Er wuchs in einer ländlichen Umgebung auf und durchlief das venezolanische Bildungssystem von der Kindertagesstätte bis zum College. 
1998 machte er seinen Abschluss zum Umweltingenieur (Bachelor of Engineering) an der Universidad Nacional Experimental de la Gran Caracas und arbeitete anschließend zwei Jahre lang als Projektkoordinator in der Umweltberatung des venezolanischen Umweltministeriums, bevor er im Jahr 2000 in die Vereinigten Staaten zurückkehrte. 2003 graduierte er mit der Arbeit Taxonomy of certain related and problematic snakes in the genus Atractus (Colubridae: Dipsadinae) with comments on hemipenial morphology in the genus an der Fakultät für Biologie der University of Texas at Arlington zum Master of Science. 2008 wurde er an derselben Universität mit der Dissertation Species limits and phylogenetic systematics of the diurnal geckos of the genus Gonatodes (Squamata: Sphaerodactylidae) in Quantitativer Biologie zum Ph.D. promoviert und nahm eine Position als Lecturer an, wo er ein Forschungsprogramm zur neotropischen Herpetologie leitete. Seit 2009 ist er außerordentlicher Professor an der University of Texas at Arlington, wo er vor allem Biostatistik, Biometrie und Datenanalyse sowie Einführungskurse in Biologie unterrichtet. 
Schargel konzentriert sich vor allem auf die Systematik. Er verwendet morphologische, anatomische, ökologische und molekulare Daten, um Artgrenzen und phylogenetische Beziehungen zwischen verschiedenen neotropischen Amphibien- und Reptiliengruppen zu bestimmen. Ein weiterer Fokus seiner Forschung ist die Systematik der tagaktiven Geckos der Gattung Gonatodes, von denen er bisher sechs neue Arten beschrieb. Er widmet sich zudem der Naturschutzbiologie und wirkte an der Bewertung des Schutzstatus vieler neotropischer Reptilien nach den Kriterien der IUCN mit.

## Erstbeschreibungen von Walter E. Schargel
Amphibien
- Adelphobates Grant, Frost, Caldwell, Gagliardo, Haddad, Kok, Means, Noonan, Schargel & Wheeler, 2006
- Allobatinae Grant, Frost, Caldwell, Gagliardo, Haddad, Kok, Means, Noonan, Schargel & Wheeler, 2006
- Anomaloglossinae Grant, Frost, Caldwell, Gagliardo, Haddad, Kok, Means, Noonan, Schargel & Wheeler, 2006
- Anomaloglossus Grant, Frost, Caldwell, Gagliardo, Haddad, Kok, Means, Noonan, Schargel & Wheeler, 2006
- Aromobatidae Grant, Frost, Caldwell, Gagliardo, Haddad, Kok, Means, Noonan, Schargel & Wheeler, 2006
- Aromobatinae Grant, Frost, Caldwell, Gagliardo, Haddad, Kok, Means, Noonan, Schargel & Wheeler, 2006
- Bolitoglossa guaramacalensis Schargel, García-Pérez & Smith, 2002
- Hyloxalinae Grant, Frost, Caldwell, Gagliardo, Haddad, Kok, Means, Noonan, Schargel & Wheeler, 2006
- Rheobates Grant, Frost, Caldwell, Gagliardo, Haddad, Kok, Means, Noonan, Schargel & Wheeler, 2006
- Silverstoneia Grant, Frost, Caldwell, Gagliardo, Haddad, Kok, Means, Noonan, Schargel & Wheeler, 2006

Reptilien
- Atractus attenuatus Myers & Schargel, 2006
- Atractus higas Myers & Schargel, 2006
- Atractus taphorni Schargel & García-Pérez, 2002
- Atractus touzeti Schargel, Lamar, Passos, Valencia, Cisneros-Heredia & Campbell, 2013
- Gonatodes astralis Schargel, Rivas, Makowsky, Señaris, Natera, Barros, Molina & Barrio-Amorós, 2010
- Gonatodes infernalis Rivas & Schargel, 2008
- Gonatodes machelae Rivero-Blanco & Schargel, 2020
- Gonatodes naufragus Rivas, Ugueto, Schargel, Barros, Velozo & Sánchez, 2013
- Gonatodes rayito Schargel, Rivas, García-Pérez, Rivero-Blanco, Chippindale & Fujita, 2017
- Gonatodes rozei Rivero-Blanco & Schargel, 2012
- Gymnophthalmus marconaterai García-Pérez & Schargel, 2017
- Maracaiba meridensis (Miralles, Rivas & Schargel, 2005)
- Maracaiba zuliae (Miralles, Rivas, Bonillo, Schargel, Barros, García-Perez & Barrio-Amorós, 2009)
- Oreosaurus bisbali Rivas, Sales-Nunes, Baran, Jowers, Smith, Hernández-Morales & Schargel, 2021
- Oreosaurus rhodogaster (Rivas, Schargel & Meik, 2005)
- Orosaura nebulosylvestris (Miralles, Rivas, Bonillo, Schargel, Barros, García-Perez & Barrio-Amorós, 2009)
- Pseudoeryx relictualis Schargel, Rivas-Fuenmayor, Barros, Péfaur & Navarette, 2007
- Pseudogonatodes fuscofortunatus Schargel, Hernández-Morales, Daza, Jowers, Montes-Correa, Freitas, Sullivan, Gamble & Rivas. 2024
- Riama inanis (Doan & Schargel, 2003)
- Taeniophallus nebularis Schargel, Rivas & Myers, 2005